# Ladinhac
Ladinhac [ladiɲak] est une commune française, située dans le département du Cantal en région Auvergne-Rhône-Alpes. Elle ne doit pas être confondue avec Ladinhac, hameau dépendant de la commune de Thérondels, département de l'Aveyron.
Ses habitants sont les Ladinhacois et Ladinhacoises.

## Géographie

### Localisation
La commune est située au sud-ouest du département du Cantal, à 580 km de Paris, 320 km de Lyon et 210 km de Toulouse à 26 km au sud-est d'Aurillac et à 7 km de Montsalvy.
La commune est proche du parc naturel régional des volcans d'Auvergne et du village classé de Conques. Ladinhac est également situé à proximité des plus beaux villages de France d'Estaing et Saint-Côme d'Olt au sud et de Salers et Tournemire au nord.

### Communes limitrophes
La commune de Ladinhac est limitrophe des communes de Lapeyrugue au sud, Leucamp et Murols (12) à l’est, Prunet au nord, Labesserrette, Lacapelle-del-Fraisse et Lafeuillade-en-Vézie à l’ouest. Au carrefour de ces trois dernières communes, après le lieu-dit le Pouget, on trouve un lieu dénommé Rocher des Quatre Communes symbolisant le point de jonction de ces quatre communes.
Les communes limitrophes sont  Labesserette, Lacapelle-del-Fraisse, Lafeuillade-en-Vézie, Lapeyrugue, Leucamp, Murols et Prunet.

### Climat
Pour des articles plus généraux, voir Climat d'Auvergne-Rhône-Alpes et Climat du Cantal.
En 2010, le climat de la commune est de type climat des marges montargnardes, selon une étude du CNRS s'appuyant sur une série de données couvrant la période 1971-2000. En 2020, Météo-France publie une typologie des climats de la France métropolitaine dans laquelle la commune est exposée à un climat de montagne ou de marges de montagne et est dans la région climatique  Ouest et nord-ouest du Massif Central, caractérisée par une pluviométrie annuelle de 900 à 1 500 mm, maximale en automne et en hiver. 
Pour la période 1971-2000, la température annuelle moyenne est de 10,5 °C, avec une amplitude thermique annuelle de 15,8 °C. Le cumul annuel moyen de précipitations est de 1 298 mm, avec 12,8 jours de précipitations en janvier et 7,5 jours en juillet. Pour la période 1991-2020, la température moyenne annuelle observée sur la station météorologique de Météo-France la plus proche, sur la commune de Sénezergues à 10 km à vol d'oiseau, est de 12,3 °C et le cumul annuel moyen de précipitations est de 1 137,8 mm,. Pour l'avenir, les paramètres climatiques de la commune estimés pour 2050 selon différents scénarios d'émission de gaz à effet de serre sont consultables sur un site dédié publié par Météo-France en novembre 2022.

### Hydrographie
Une caractéristique majeure de Ladinhac est la présence de ruisseaux et rivières présentant un intérêt patrimonial important car elles abritent des espèces végétales rares, voire menacées. Commune bordée par Le Goul, elle fait notamment partie de la zone de sauvegarde naturelle Natura 2000. Historiquement, la commune de Ladinhac a ainsi vu fonctionner 15 moulins sur son territoire : il subsiste ceux des Cazottes, Labaylie, Le Lac, Vachand.
La commune est traversée d’est en ouest par une bande de terrain granitique dont la largeur peut aller jusqu’à 4 à 5 kilomètres. Les deux tronçons qui restent, du nord et du sud, sont du terrain schisteux.

### Voies de communication et transports
Les gares les plus proches de Ladinhac se trouvent à Aurillac à 25,4 km, Maurs à 32,9 km et Capdenac-Gare à 52 km.
Les aéroports les proches de Ladinhac sont :
- l'aéroport d'Aurillac à 23,6 km.
- l'aéroport de Rodez à 61,9 km.

## Urbanisme

### Typologie
Au 1er janvier 2024, Ladinhac est catégorisée commune rurale à habitat très dispersé, selon la nouvelle grille communale de densité à 7 niveaux définie par l'Insee en 2022.
Elle est située hors unité urbaine. Par ailleurs la commune fait partie de l'aire d'attraction d'Aurillac, dont elle est une commune de la couronne,. Cette aire, qui regroupe 85 communes, est catégorisée dans les aires de 50 000 à moins de 200 000 habitants,.

### Occupation des sols
L'occupation des sols de la commune, telle qu'elle ressort de la base de données européenne d’occupation biophysique des sols Corine Land Cover (CLC), est marquée par l'importance des territoires agricoles (65,3 % en 2018), en augmentation par rapport à 1990 (63,5 %). La répartition détaillée en 2018 est la suivante : 
prairies (36,1 %), forêts (33,5 %), zones agricoles hétérogènes (26,1 %), terres arables (3,2 %), zones urbanisées (1,2 %). L'évolution de l’occupation des sols de la commune et de ses infrastructures peut être observée sur les différentes représentations cartographiques du territoire : la carte de Cassini (XVIIIe siècle), la carte d'état-major (1820-1866) et les cartes ou photos aériennes de l'IGN pour la période actuelle (1950 à aujourd'hui).

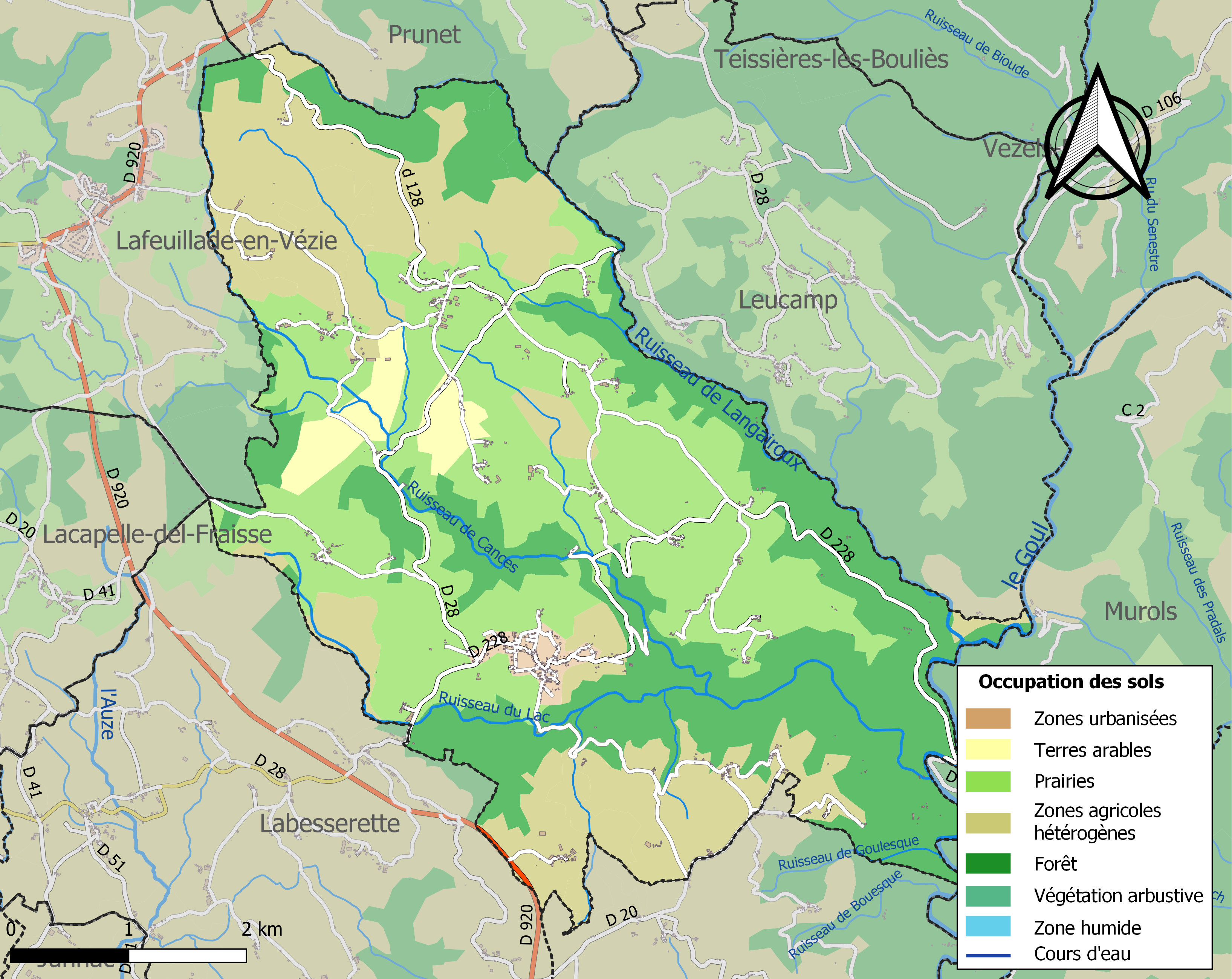
Carte des infrastructures et de l'occupation des sols de la commune en 2018 (CLC).

### Habitat et logement
En 2018, le nombre total de logements dans la commune était de 285, alors qu'il était de 286 en 2013 et de 293 en 2008.
Parmi ces logements, 69,9 % étaient des résidences principales, 18 % des résidences secondaires et 12 % des logements vacants. Ces logements étaient pour 96,8 % d'entre eux des maisons individuelles et pour 2,8 % des appartements.
Le tableau ci-dessous présente la typologie des logements à Ladinhac en 2018 en comparaison avec celle du Cantal et de la France entière. Une caractéristique marquante du parc de logements est ainsi une proportion de résidences secondaires et logements occasionnels (18 %) inférieure à celle du département (20,4 %) mais supérieure à celle de la France entière (9,7 %). Concernant le statut d'occupation de ces logements, 86,8 % des habitants de la commune sont propriétaires de leur logement (88,6 % en 2013), contre 70,4 % pour le Cantal et 57,5 pour la France entière.
| Typologie                                               | Ladinhac | Cantal | France entière |
| ------------------------------------------------------- | -------- | ------ | -------------- |
| Résidences principales (en %)                           | 69,9     | 67,7   | 82,1           |
| Résidences secondaires et logements occasionnels (en %) | 18       | 20,4   | 9,7            |
| Logements vacants (en %)                                | 12       | 11,9   | 8,2            |

### Morphologie du bourg
Ladinhac est constituée d’un bourg, situé dans une vallée, et de six villages principaux dispersés aux quatre coins de la commune : Brounhoux, Cances, Fraquier, Melzac, le Pouget, Trémouille (à ne pas confondre avec la commune de Trémouille au nord du département du Cantal).
Elle fait partie de la communauté de communes de la Châtaigneraie Cantalienne.

## Histoire
Le château de Ladinhac se nommait La Salle. Sa seigneurie appartenait, en 1325, au vicomte de Carlat; elle fut ensuite divisée: la majeure partie revint au prieur, et le surplus aux seigneurs de La Salle et d'Auberoque.
En 1420, noble Guillaume de Saunac rendit hommage à Bonne de Berry, vicomtesse de Carlat, de toute la paroisse de Ladinhac, avec toute justice, l'aveu et le dénombrement, sous toute réserve pour elle et ses successeurs de tout droit de ressort et de supériorité sur les vassaux de la terre.

## Politique et administration

### Liste des maires
| Période | Période  | Identité                   | Étiquette | Qualité                         |
| ------- | -------- | -------------------------- | --------- | ------------------------------- |
| 1790    | 1800     | Etienne GASTON             |           |                                 |
| 1800    | 1803     | Jean-Pierre DELPRAT        |           |                                 |
| 1803    | 1822     | Jean Urbain DELZONS        |           |                                 |
| 1822    | 1850     | Joseph LIAUBET             |           |                                 |
| 1850    | 1870     | Jean-François MAFFRE       |           |                                 |
| 1874    | 1879     | Adrien LABORIE             |           |                                 |
| 1879    | 1884     | Urbain DELPRAT             |           |                                 |
| 1884    | 1888     | Achille VERSEPUECH         |           |                                 |
| 1888    | 1892     | Hippolyte MAFFRE           |           |                                 |
| 1892    | 1896     | Achille VERSEPUECH         |           |                                 |
| 1896    | 1917     | Géraud MAFFRE              |           |                                 |
| 1917    | 1936     | Jean VAURES                |           |                                 |
| 1936    | 1941     | Paul CRANTELLE             |           |                                 |
| 1941    | 1945     | Joseph MAFFRE              |           |                                 |
| 1945    | 1959     | Léon ESCARPIT              |           |                                 |
| 1959    | 1971     | Justin DELMAS              |           |                                 |
| 1971    | 1995     | Alfred CANTAREL            | SE        | Agriculteur                     |
| 1995    | 2008     | Pierre BONNET              | DVD       | Retraité                        |
| 2008    | 2014     | Marie-Antoinette DELAVAULT | DVD       | Retraitée                       |
| 2014    | En cours | Clément ROUET              | DVG       | Directeur Habitat Jeunes Cantal |

### Instances judiciaires et administratives
La commune relève du tribunal d'instance d'Aurillac, du tribunal de grande instance d'Aurillac, de la cour d'appel de Riom, du tribunal pour enfants d'Aurillac, du conseil de prud'hommes d'Aurillac, du tribunal de commerce d'Aurillac, du tribunal administratif de Clermont-Ferrand et de la cour administrative d'appel de Lyon, de la cour d’assises du Cantal.

### Services publics
Les réformes successives de La Poste ont conduit à la fermeture de nombreux bureaux de poste ou à leur transformation en simple relais. La commune a souhaité maintenir une présence postale en assurant l'ouverture d'une agence postale communale.

## Population et société

### Démographie
L'évolution du nombre d'habitants est connue à travers les recensements de la population effectués dans la commune depuis 1793. Pour les communes de moins de 10 000 habitants, une enquête de recensement portant sur toute la population est réalisée tous les cinq ans, les populations de référence des années intermédiaires étant quant à elles estimées par interpolation ou extrapolation. Pour la commune, le premier recensement exhaustif entrant dans le cadre du nouveau dispositif a été réalisé en 2006.

En 2022, la commune comptait 435 habitants, en évolution de −6,25 % par rapport à 2016 (Cantal : −1,08 %, France hors Mayotte : +2,11 %).
| 1793  | 1800 | 1806 | 1821  | 1831  | 1836  | 1841  | 1846  | 1851  |
| ----- | ---- | ---- | ----- | ----- | ----- | ----- | ----- | ----- |
| 1 039 | 793  | 986  | 1 029 | 1 118 | 1 108 | 1 123 | 1 131 | 1 137 |

| 1856  | 1861  | 1866  | 1872 | 1876 | 1881 | 1886 | 1891 | 1896 |
| ----- | ----- | ----- | ---- | ---- | ---- | ---- | ---- | ---- |
| 1 086 | 1 017 | 1 003 | 972  | 938  | 946  | 963  | 950  | 951  |

| 1901 | 1906 | 1911 | 1921 | 1926 | 1931 | 1936 | 1946 | 1954 |
| ---- | ---- | ---- | ---- | ---- | ---- | ---- | ---- | ---- |
| 920  | 914  | 842  | 765  | 747  | 721  | 738  | 736  | 728  |

| 1962 | 1968 | 1975 | 1982 | 1990 | 1999 | 2006 | 2011 | 2016 |
| ---- | ---- | ---- | ---- | ---- | ---- | ---- | ---- | ---- |
| 601  | 603  | 555  | 523  | 510  | 465  | 476  | 498  | 464  |

| 2021 | 2022 | - | - | - | - | - | - | - |
| ---- | ---- | - | - | - | - | - | - | - |
| 440  | 435  | - | - | - | - | - | - | - |

### Enseignement
La commune dépend de l'académie de Clermont-Ferrand (rectorat de Clermont-Ferrand) et son école maternelle dépend de la Direction des services départementaux de l'Éducation nationale du Cantal.
Elle compte actuellement 2 classes regroupant l'ensemble des niveaux de maternelle à primaire. Des projets de regroupements pédagogiques sont menés par la municipalité vers les communes de Lafeuillade-en-Vézie ou Montsalvy.

## Économie

### Agriculture
Selon la direction régionale de l'Alimentation, de l'Agriculture et de la Forêt d' Auvergne-Rhône-Alpes.

## Culture locale et patrimoine

### Lieux et monuments

#### Patrimoine religieux
- Église Saint-Aignan.
- Nécropole du Bouscailloux. Le site du Bouscailloux occupe un petit mamelon granitique implanté a mi-hauteur de la vallée du ruisseau de Valette, entre les villages médiévaux de Valette et de Brounhoux. C’est sur la partie sommitale de cette éminence que se situait une nécropole médiévale (époque mérovingienne), accompagnée d’une petite carrière de sarcophages et peut-être d’un bâtiment cultuel.

Le site du Bouscailloux de Ladinhac semble être la seule nécropole du haut Moyen Âge (VIe siècle) connue en Châtaigneraie. Toutefois d’autres données, fournies par l’histoire ou bien par des découvertes anciennes, permettent d’esquisser un panorama des usages funéraires et religieux en Carladez au début du Moyen Âge. La nécropole fut découverte fortuitement en 1941, lors de l‘agrandissement d’une habitation principale. La découverte est relatée dans le livre d’or communal rédigé en 1945 :

« Environ une demi-douzaine de sarcophages en granite, tuf et pierre calcaire, vides … aucune croix n’a été découverte sur le site. »

La parcelle (533) du cadastre du XIXe siècle, un bois de 32 ares, avait pour nom « cimetière ». Aucun chemin y conduisant alors n’est visible, signe d’un abandon ancien. La limite occidentale de cette parcelle perpétuait le tracé de l’enclos cimetéral, qui était peut-être flanqué, au sud, d’une construction rectangulaire orientée, dont la trace fossile était visible au XIXe siècle. Est-ce la trace d’une ancienne chapelle cimetérale ?
Les sépultures mises au jour en 1941 étaient au nombre d’une quarantaine. Les sarcophages (une dizaine) étaient concentrés dans la partie ouest de la nécropole, le fond de la limite parcellaire 533. Ils appartenaient à plusieurs types et aucun d’eux ne renfermait d’ossements.
Les sarcophages en granite, anthropomorphes à alvéole céphalique et coussinet, constituent le groupe le plus courant ; certains étaient recouverts de lauzes de schiste, alors que des cuves en deux parties étaient liées au mortier. Ces sarcophages ont été extraits de la carrière voisine. Deux d’entre eux sont conservés : le plus grand est de forme ovale à alvéole rond ; le plus petit à pans coupés côté tête, avec alvéole carré, composé de deux parties jointives. Deux demi-cuves inférieures ont été retrouvées.
Les sarcophages en brèche volcanique à pans coupés côté tête, étaient dépourvus d’alvéole céphalique et de coussinet ; l’un d’eux était simplement arrondi côté tête. Les couvercles, plats, étaient taillés dans la même roche. Le matériau provient du nord du bassin d’Aurillac, dans un rayon de 30 km au moins, ou du Barrez rouergat.
Un sarcophage en grès rouge du nord-Aveyron, à pans coupés côté tête, dépourvu d’aménagement céphalique, a également été découvert en 1941. Il est issu des mêmes ateliers que ceux découverts autour de l‘église de Conques. Des fragments de grès gris du nord-Rouergue indiquent le façonnage de sarcophages dans cette matière.
Une inhumation en pleine terre, dont le squelette était recouvert de charbon de bois (coffre ?) et une tombe maçonnée (pierraille liée au mortier de chaux) constituaient des types exceptionnels.
Le type de sépulture le plus fréquent consistait en des coffres complets de lauzes de schiste, de plan rectangulaire ou trapézoïdal, couverts de dalles épaisses.
Un sondage mené en 1989 à la limite sud de l’enclos funéraire a permis de découvrir la partie inférieure de l’une de ces sépultures, de forme trapézoïdale, orientée est-nord-est/ouest-sud-ouest. Plusieurs d’entre elles ont également pu être observées hors contexte : elles sont rectangulaires, possèdent des angles arrondis et sont soigneusement taillées à l’exception des dalles de couverture, plus épaisses et plus grossières. Le gisement le plus proche de ce type de micaschiste se situe à cinq ou six kilomètres au nord du site.
Un second sondage mené en 1990 à la limite nord de l’enclos funéraire, a permis de préciser la stratigraphie du site. Les sépultures étaient implantées dans le sable détritique au contact du substrat rocheux. Au-dessus a pu être mis en évidence un remblai d’occupation gris-noir, paléosol correspondant à l’état mérovingien de la nécropole. Cet horizon a livré à l’état résiduel de la céramique de l'âge du fer et de la tégula (tuile romaine) tardive, le mobilier datant étant constitué par de la céramique mérovingienne grise caractéristique du faciès régional pour les VIe et VIIe siècles. Cette couche archéologique contenait également des éclats de lauzes appartenant aux inhumations en coffre, permettant de dater celles-ci.
Ainsi la première phase d’occupation de la nécropole (coffres de lauzes) est attribuable à l’époque mérovingienne. Les sarcophages sont évidemment postérieurs, les modèles dépourvus d’aménagements céphaliques pouvant être attribués à l’époque carolingienne. Les sarcophages en granite, fabriqués sur place, paraissent plus tardifs ; certains possédaient un couvercle fait de dalles de lauzes remployées.
La carrière de sarcophages se développe à quelques mètres au nord de la zone d’inhumation : il s’agit d’un affleurement de granite débité selon plusieurs fronts de taille, le plus large se développant sur plus de 8 mètres en suivant la diaclase de la roche. Des négatifs d’enlèvement de cuves sont visibles au nord de l’affleurement granitique, sur une surface rectangulaire de 2 x 4 mètres. Des traces de coins destinés à l’éclatement des blocs sont visibles. Le sondage archéologique de 1900 a permis de découvrir, en périphérie de l’affleurement, une couche d’éclats de granite en rapport avec l’exploitation de cette carrière. Celle-ci marque certainement la dernière phase d’utilisation de la nécropole, avant son abandon.
La comparaison typo-chronologique que nous avons pu effectuer concernant les sarcophages à réserve céphalique et pans coupés, nous incite à dater ceux du Bouscailloux autour des XIe-XIIe siècles au plus tard.
Le site devait être en tous cas totalement abandonné dès le XIVe siècle, puisque plusieurs documents énumèrent les confronts de biens se situant dans les manses de Valette et de Brounhoux, et ne mentionnent ni domaine ni cimetière à l’emplacement du site. D’ailleurs le cimetière paroissial se situe vraisemblablement, depuis le XIIe siècle au moins, autour de l’église de Ladinhac. L’absence totale de textes concernant le site, milite également en faveur d’un abandon précoce. Toutefois une charte de Conques mentionne vers 1100, une série de possessions de Conques, dont « manos (…) ad Alboscarios », entre des possessions à Leucamp et Teissières. Il reste que l’identification n’est pas certaine.
Les coffres de lauzes d’époque mérovingienne sont fréquents dans le nord-Aveyron, mais également attestés dans le nord-Cantal. Les sarcophages sans aménagement céphalique témoignent d’une double influence : le Rouergue (grès rouge et gris) et les flancs méridionaux du massif du Cantal au sens large (brèche volcanique). Est-ce le témoignage de la puissance des comtes de Rouergue, par l’intermédiaire de la vicomté de Carlat ? Cela prouve en tous cas l’exportation de sarcophages rouergats vers l’Auvergne, sur une distance de 40 km au moins. En revanche, les sépultures les plus récentes sont façonnées dans un matériau local.
La permanence de l’occupation du site, depuis la Protohistoire, est remarquable. La vocation funéraire de l’endroit a duré environ 500 ans, depuis l’époque mérovingienne jusqu’aux alentours du XIe siècle, fait rare pour les nécropoles isolées, de ce type.

#### Patrimoine civil
- Château de Ladinhac. Propriété de la famille de Boissieux avant la Révolution.
- Four communal.
- Pressoir traditionnel.
- Château de Montlogis. Bâtiment féodal aujourd'hui ruiné.
- Château des Cazottes.
- Château d'Auberoque. Il relevait d'un fief qui appartenait à une branche de la famille de Fontanges qui en portait le nom.
- Coupiac. Hameau près d'Auberoque où se trouvait un château en 1312.
- Logis seigneurial et hameau de Trémouille. Ensemble de constructions situées entre Cances et Auberoque. Pierre et Gibert de Trémouille souscrivirent, en 1077, dans la charte de donation faite par le vicomte de Carlat à l'abbaye de Conques. Cette famille s'éteignit dans Amaury, seigneur de La Borie, qui fut curé de Mourjou en 1550.
- Château et hameau de Cances. Helis de Pontanier, fille unique de Béranger, l'apporta en dot en 1581 à Hugues de Conquans. En 1680, Jean de Conquans le vend à Pierre Dourdon de Pierrefiche.
- Logis et hameau des Beurrières. Situé à l'écart, le hameau est aujourd'hui ruiné à l'exception d'une construction récente. À la fin du XVIIe siècle, il abrite Jean Daudé et son frère “ouvriers dans l'art de la verrerie”[15].
- Château de Mont-Lauzy (olim. Montlogis). Ancienne seigneurie près de Leucamp. Géraud Malfred, frère du prieur de Cassaniouze, fait rebâtir le château et rend hommage au vicomte de Carlat en 1325. En 1346, la famille de Murat-la-Gasse en hérite, et fait reconstruire la chapelle du château dédiée à sainte Marie-Madeleine. Par la suite, la seigneurie passe en 1540 à Jean de Moret, puis à la famille de Chaunac de Lanzac dont une branche en portera le nom. Vers 1850, il n'en restait qu'une tour et des ruines, leurs descendants s'étaient établis au château de Dousque. Le château de Murat-la-Gasse, qui portait le nom de Tour-de-Murat, au-delà du Goul et sur le chemin de Murols, en Rouergue, a appartenu en partie à la famille de Mont-Lauzy.
- Logis de Brouhoux. Situé sur une hauteur, il appartenait à Antoine de Pontanier qui l'a vendu en 1529 à Gaspard de Mauret.

#### Patrimoine naturel
- Gorges du Goul.
- Cascade de Vachand.

### Personnalités liées à la commune
- Jean Loubière (Ladinhac, 7 janvier 1892-Massiges, 4 février 1915). footballeur français. Soldat du 8e régiment d'infanterie coloniale lors de la Première Guerre mondiale, il meurt au combat en 1915 dans la Marne.
- Célina Esquirou. Bienfaitrice de la commune. Une place du village porte son nom.